# Leucania xanthosticha
Leucania xanthosticha är en fjärilsart som beskrevs av Turner 1911. Leucania xanthosticha ingår i släktet Leucania och familjen nattflyn. Inga underarter finns listade i Catalogue of Life.